# Права человека в Венесуэле
Права человека в Венесуэле впервые упоминались с приходом демократии в 1958 году (краткий 3-летний период демократизации, 1945-8). Некоторые правозащитные организации, критикуют правительство Венесуэлы по вопросам соблюдения прав человека, включая ситуацию со свободой прессы, равенством женщин и условиями содержания в тюрьмах. Два активиста Хьюман Райтс Вотч были изгнаны из страны за публикацию критического доклада.

## Правовые основы
| Основные документы ООН | Участие Венесуэлы         | Основные документы ОАГ                                                               | Участие Венесуэлы     |
| Международная конвенция о ликвидации всех форм расовой дискриминации                                                                    | Ратификация в 1967 г.     | Американская конвенция о правах человека                                             | Денонсация в 2012 г.  |
| Международный пакт о гражданских и политических правах                                                                                  | Ратификация в 1978 г.     | Сан-Сальвадорский протокол                                                           | Подписание в 1989 г.  |
| Факультативный протокол к Международному пакту о гражданских и политических правах                                                      | Ратификация в 1978 г.     | Протокол об отмене смертной казни                                                    | Ратификация в 1993 г. |
| Второй Факультативный протокол к Международному пакту о гражданских и политических правах                                               | Ратификация в 1993 г.     | Межамериканская конвенция о предотвращении и наказании пыток                         | Ратификация в 1991 г. |
| Международный пакт об экономических, социальных и культурных правах                                                                     | Ратификация в 1978 г.     | Межамериканская конвенция о насильственном исчезновении лиц                          | Ратификация в 1999 г. |
| Конвенция о ликвидации всех форм дискриминации в отношении женщин                                                                       | Ратификация в 1983 г.     | Межамериканская конвенция о гражданских правах женщин                                | Ратификация в 1993 г. |
| Факультативный протокол к Конвенции о ликвидации всех форм дискриминации в отношении женщин                                             | Ратификация в 2002 г.     | Межамериканская конвенция о политических правах женщин                               | Ратификация в 1993 г. |
| Конвенция против пыток и других жестоких, бесчеловечных или унижающих достоинство видов обращения и наказания                           | Ратификация в 1991 г.     | Межамериканская конвенция о предотвращении насилия против женщин                     | Ратификация в 1995 г. |
| Факультативный протокол к Конвенции против пыток и других жестоких, бесчеловечных или унижающих достоинство видов обращения и наказания | Подписан в 2011 г.        | Межамериканская конвенция о ликвидации всех форм дискриминации в отношении инвалидов | Ратификация в 2006 г. |
| Конвенция о правах ребенка | Ратификация в 1990 г.     | .                                                                                    | .                     |
| Факультативный протокол к Конвенции о правах ребёнка, касающийся участия детей в вооруженных конфликтах                                 | Ратификация в 2003 г.     | .                                                                                    | .                     |
| Факультативный протокол к Конвенции о правах ребёнка, касающийся торговли детьми, детской проституции и детской порнографии             | Ратификация в 2002 г.     | .                                                                                    | .                     |
| Международная конвенция о защите прав всех трудящихся-мигрантов и членов их семей                                                       | Не подписан               | .                                                                                    | .                     |
| Конвенция о правах инвалидов | Присоединение в 2013 году | .                                                                                    | .                     |
| Факультативный протокол к Конвенции о правах инвалидов                                                                                  | Не подписан               | .                                                                                    | .                     |

## История
Права человека закреплены в третьем разделе принятой в 1999 году конституции. Эта конституция также учредила в стране пост омбудсмена.